# Tinganes
Tinganes er den gamle bydel i Færøernes hovedstad Tórshavn. Tinganes har sit navn fra lagtinget, som blev etableret på dette næs helt tilbage i vikingetiden og stadig ligger her.
Halvøen deler havnen i to dele: Eystaravág og Vesteravág, og det er også her, man finder Tórshavns ældste bydel, á Reyni. På næssets yderste spids ligger Skansapakkhusið, landsstyrets let genkendelige hovedbygning. Halvøens smalle hovedgade hedder Gongin.
Efter sigende grundlagde de første norske kolonister deres ting på stedet i 825, så det er et af verdens ældste ting. 